# Неџати Зекерија
Неџати Зекерија (тур. Necati Zekeriya; Скопље, 11. новембар 1928 – Сремска Каменица (Нови Сад), 10. јун 1988) био је југословенски и македонски књижевник, преводилац новинар.

## Биографија
Рођен је у Скопљу, 11. новембра 1928. године у турској породици. Основну школу је похађао на српском језику. Школовање је прекинуо почетком Другог свјетског рата. По завршетку рата наставио је са школовањем, завршивши учитељску школу у Скопљу, те курс за професора турског језика. Филозофски факултет завршио је у Скопљу. Готово 20 година био је уредник дјечијег листа на турском језику Севинч. Исто тако, неколико година је био уредник листа на турском језику Бирлик, у склопу Новинско-издавачког предузећа Нова Македонија. Оснивач је и уредник неколико листова на турском језику у Југославији. Године 1951. постао је члан Друштва писаца Македоније.
Године 1947. почео је радити као учитељ у Основној школи „Ирфан”. Године 1948. отишао је служити војни рок у ЈНА. Војни рок је служио у Петрињи. Након одслужења војног рока, 1950. године, враћа се у Скопље и постаје директор и уредник дјечијег листа на турском језику Пионер, који 1951. године мијења име у Севинч (тур. Sevinç). Исто тако, постао је уредник дјечијег листа на турском језику Томурџук  (тур. Tomurcuk). Године 1951. постао је члан Друштва писаца Македоније. Значајан допринос дао је и оснивању часописа на турском језику Сеслер.
Године 1969. именован је за уредника листа на турском језику Бирлик (тур. Birlik), који је излазио у склопу Новинско-издавачког предузећа Нова Македонија од 1944. године. Када је дошао на мјесто уредника Бирлика, лист је био мјесечник. Убрзо је овај лист, захваљујући Зекерији, почео излазити три пута седмично. Године 1973. повукао се са мјеста уредника Бирлика, а 1975. године одлази у Приштину, гдје почиње радити у приштинском недељнику на турском језику Тан (тур. Tan). Године 1979. постаје главни уредник приштинског дјечијег часописа на турском језику Куш  (тур. Kuş).
Посебно је био запажен као књижевник који је писао на турском језику. Осим тога, био је веома активан као преводилац различитих књижевних дјела на турски језик, поготово оних из дјечије књижевности, као и преводилац дјела са турског на српски и македонски језик. Осим тога, био је и књижевни и позоришни критичар, те преводилац, глумац и лектор у Турском театру у Скопљу.
Умро је у Сремској Каменици (у Новом Саду), 10. јуна 1988. године, у 59. години живота.
По њему носи назив основна школа у селу Коџаџик код Дебра. Такође, кафе-књижара Децата од нашата улица (Дјеца наше улице) у Скопљу носи име по његовој збирци приповједака.

## Књижевни рад
Неџати Зекерија је написао више од 15 дјела. Своју прву пјесму објавио је 1947. године, а прву књигу поезије 1950. године. Писао је за дјецу и одрасле, али је првенствено био писац за дјецу. Био је пјесник и приповједач, али и књижевни и позоришни критичар и преводилац. У Југославију је увео турску књижевност, а у Турску савремену југословенску књижевност. Био је културна повезница између Југославије и Турске. Аутор је више антологија македонске и југословенске књижевности на турском језику.
За свој књижевни рад награђиван је бројним наградама, па је тако добио награду града Скопља (1960) за књигу Дјеца наше улице, те Змајеву награду (1983) за допринос превођењу дјела Јована Јовановића Змаја.
Неџати Зекерија је првенствено био писац за дјецу. Осим на српски језик, његова дјела су преведена и на неколико других европских и свјетских језика. Нека од његових најпознатијих дјела јесу:
- Лирика (1950), збирка пјесама
- Дјеца наше улице (1961), збирка приповједака
- Дјеца старе улице (1966), збирка приповједака
- Дјеца нове улице (1967), збирка приповједака
- Орхан (1970), збирка приповједака
- Дјеца трију улица (1970), збирка приповједака (издање на српском језику)
- Шта је лијепо, а шта ружно (1975), збирка приповједака и сликовница (издање на српском језику)
- Гдје је зелено (1975), збирка пјесама
- Варијације за Лорку (1977), збирка пјесама
- Ромео и Јулија наше улице (1978), збирка приповједака

Његове пјесме и приповијетке објављене су у неколико зборника прозе и поезије:
- Приче из Народноослободилачке борбе (1974), збирка приповједака
- Букет – Приче и пјесме писаца турске народности у Југославији (1975), збирка прозе и поезије
- Градина – Антологија на поезијата за деца од писателите на турската народност во Југославија (1985), збирка поезије